# O Princípio da Sabedoria
O Rico, o Camelo e o Reino ou o Princípio da Incerteza (1975) é um filme português de António de Macedo.

## Ficha técnica
- Diálogos e Montagem: António de Macedo
- Director de Fotografia: Elso Roque
- Fotografia: Cor (Eastmancolor)
- Som: Óptico
- Música: António Vitorino D'Almeida

## Elenco
- Carmen Dolores - Lídia
- Sinde Filipe - Arquitecto-mendigo
- Guida Maria - Governanta
- Agostinho Alves - Majordono
- Luís Cerqueira - Velho do Gramofone
- Helena Isabel - Cantora
- Nicolau Breyner - Quiromante

## Sinopse
Numa aldeia afastada, Lídia, viúva de um oficial de cavalaria, consagra o seu tempo ao espiritismo.